# Teocrito
Teocrito (in greco antico: Θεόκριτος?, Theókritos; Siracusa, 315 a.C. – 260 a.C. circa) è stato un poeta siceliota, inventore della poesia bucolica.

## Biografia
Nell'idillio XXVIII Teocrito stesso ci informa di essere nato a Siracusa; uno scolio all'idillio IV afferma che l'acme del poeta avvenne nella CXXIV Olimpiade, vale a dire fra il 284 a.C. e il 281 a.C.
Poiché Teocrito nomina come viva Arsinoe, sorella e moglie del re Tolomeo (Filadelfo), e grazie ad altri accenni nelle Siracusane, possiamo collocare la sua nascita attorno al 310. Nessuno dei suoi carmi fa invece pensare a un'attività posteriore al 260 a.C.
Trascorse verosimilmente l'infanzia e l'adolescenza nella città natale, dove cercò di entrare a far parte della corte del tiranno Gerone, come sarebbe testimoniato dall'idillio XVI in cui il poeta fa le lodi, appunto, di Gerone (probabilmente per ingraziarsene i favori): fallito il tentativo in patria, si mise in viaggio e si stabilì dapprima a Cos, dove entrò in contatto con Filita e Nicia di Mileto e in seguito ad Alessandria dove trovò finalmente un mecenate in Tolomeo Filadelfo.
Da alcuni riferimenti contenuti nell'idillio XVII si ricava che il soggiorno egiziano di Teocrito dovette avvenire fra il 274 a.C. e il 270 a.C.: ad Alessandria, in quel momento, esisteva un vivace dibattito letterario, animato dal poeta Callimaco, che vedeva due schieramenti contrapposti: da un lato i sostenitori del poema tradizionale di tipo omerico e, dall'altro, i fautori di un nuovo modo di concepire la letteratura e il fare poetico, che fosse caratterizzato dalla brevità dei componimenti, dall'erudizione e dalla cura formale. Nella disputa, Teocrito prese certamente le difese del secondo gruppo, come è dato capire, non solo dalle sue poesie, ma soprattutto dall'idillio VII, le Talisie, in cui Teocrito fa una precisa dichiarazione di poetica in tal senso.
Poche notizie abbiamo sull'ultima fase di vita del poeta e gli studiosi non sono concordi: probabilmente viaggiò ancora, forse per fare ritorno in patria o forse per stabilirsi nuovamente a Cos. Non conosciamo, comunque, né la data né il luogo della morte, anche se si pensa che la morte vada collocata prima del 250 a.C.

## Opere
Il lessico Suda attribuisce a Teocrito una serie consistente di opere e, più precisamente: i poemetti Figlie di Proitos, Speranze ed Eroine, inoltre inni, epicedi, carmi melici, elegie, giambi ed epigrammi. Di questa vasta produzione oggi si sono conservati: 
- 30 carmi (noti anche col termine "idilli", di cui 8 sono spuri);[3]
- 25 epigrammi;
- un carme figurato (la Zampogna o lo Zufolo[4]);
- 5 esametri di un carme perduto intitolato Berenice[5] citata anche da Ateneo.[4]

La parte più consistente e che certamente raggiunge i più alti risultati artistici è la serie degli Idilli.

### Idilli
Gli Idilli (Εἰδύλλια). Il nome indica il tipo di componimento, di estensione relativamente breve e ambientazione arcadica; in seguito, il termine assumerà per antonomasia il significato attualmente attribuitogli. Sono una raccolta di 30 componimenti in esametri; di questi solo 21, in dialetto dorico e di breve estensione, sono sicuramente attribuibili a Teocrito. Esiste anche il frammento di un XXXI idillio su papiro. Questi gli idilli conservati:
1. Tirsi, o il canto
2. Le incantatrici
3. La serenata  (è un monologo pronunciato da un capraio)
4. Pastori
5. Capraio e il pecoraio
6. I poeti bucolici
7. Le Talisie
8. I bucoliasti (spurio)
9. I bucoliasti (spurio)
10. I braccianti o i mietitori
11. Il Ciclope
12. L'amato
13. Ila
14. Eschine e Tionico
15. Le Siracusane, o le donne alla festa di Adone
16. Le Grazie, o Ierone
17. Encomio di Tolomeo
18. Epitalamio di Elena
19. Il ladro di miele (spurio)
20. Il pastorello (spurio)
21. I pescatori (spurio)
22. I Dioscuri
23. L'amante (spurio)
24. Il piccolo Eracle
25. Epillio di Eracle (spurio)
26. Lene, o Baccanti
27. Ecloga (spurio)
28. La conocchia
29. I Paidikà (canto d'amore omosessuale)
30. II Paidikà (canto d'amore omosessuale)

Si tratta, dunque, di un'opera dal contenuto vario: un gruppo tratta d'argomento bucolico, genere di cui Teocrito è ritenuto l'inventore; un altro è costituito dai cosiddetti mimi, cioè scene e dialoghi di vita quotidiana; altri sono di argomento mitologico (epilli); vi è un inno ai Dioscuri, la cui peculiarità è la presenza di una sticomitia di tipo tragico; altri infine contengono spunti ed accenni personali e sono generalmente ritenuti spuri.
Teocrito iniziò probabilmente la composizione degli Idilli in seguito al primo viaggio, fatto a Cos, e decise di continuare nella sua opera dopo aver assistito al dibattito ad Alessandria, iniziato da Callimaco, sull'importanza della nascita di un nuovo genere che abbandonasse gli schemi classici, più propriamente omerici, e che si facesse portatore di un nuovo metodo di composizione, caratterizzato dalla brevitas e dal labor limae.

### Epigrammi
Dei 25 epigrammi tramandati nell'Antologia Palatina sotto il nome di Teocrito, 22 figurano, disposti in ordine metrico nei principali manoscritti degli Idilli. Risulta difficile sceverare quali siano autenticamente teocritei, anche se essi mostrano stile e temi tipici degli idilli, come nei primi 6 della raccolta; ad essi si affiancano epigrammi funebri, dedicatori, dediche a poeti strutturate come epigrafi tombali o di statue. Chiude la raccolta un epigramma autocelebrativo, che con orgoglio rivendica l'originalità del poeta:
sono uno dei tanti siracusani,

figlio di Prassagora e dell'illustre Filina:

non seguii mai la Musa altrui.»

### Zampogna
Nel XV libro dell'Antologia Palatina, tra vari epigrammi di tematica inusuale, è stato tramandato un componimento figurato, attribuito a Teocrito sulla base del nome del dedicatario, Simikidas, pseudonimo che egli usa nelle Talisie. La Zampogna è così intitolata dalla forma dei versi. Infatti, i versi di questo poemetto sono disposti a coppie, ciascuna di una sillaba più corta della precedente, e il metro va da un esametro ad un dimetro catalettico. La soluzione di questo indovinello figurato, ricchissimo di giochi di parole, è il flauto di un pastore dedicato a Pan da Teocrito.
La ragione più forte per dubitare dell'attribuzione di questo straordinario tour-de-force a Teocrito è che il flauto dell'epoca del poeta siciliano sembrerebbe essere stato rettangolare, i tubi essendo di uguale lunghezza, con la differenza di tono garantita da otturazioni di cera.

## Musica e poesia della banda di palo
Teocrito è considerato il meno artificioso e il più spontaneo dei poeti ellenistici. Certo c'è in lui un sentimento più vero e immediato, un amore più genuino per la vita agreste, ma questa spontaneità è a volte solo un'impressione, dovuta alla brevità e leggerezza delle poesie, alla scelta dagli argomenti, alla rappresentazione di un mondo cittadino o borghese, della vita quotidiana vista con realismo, dei sentimenti analizzati soprattutto nelle sfumature, nelle pene e tristezze d'amore.
Teocrito è in realtà un poeta dotto e il suo amore per la natura è più riflesso che spontaneo, cioè è nostalgia di un mondo ormai soffocato dalla vita convulsa della città, è un mondo di pastori che ad un tratto abbandonano il linguaggio rozzo e parlano con finezze e citazioni dotte. Tuttavia le descrizioni vaste e serene, il realismo, la vivacità dei caratteri umani, il buon gusto, la raffinatezza e il senso della misura nell'idealizzazione della natura salvano Teocrito dal manierismo e ne fanno un poeta vero.
L'idillio VII, intitolato Talisie, è divenuto celebre perché in esso Teocrito racconta della propria investitura poetica, facendone il suo manifesto programmatico.
Un gruppo di amici tra cui Simichìdas (dietro il quale si nasconde la persona di Teocrito) si sta recando in città sull'isola di Cos per prendere parte alla festa delle Talisie. Durante il tragitto vengono avvicinati da un pastore-cantore di nome Lykìdas (un membro del cenacolo poetico che si raccoglieva intorno a Filita di Kos) Dopo un agone poetico nel quale Simichìdas canta un elogio dell'amore efebico e Lykìdas canta il mondo pastorale, quest'ultimo cede il proprio bastone a Simichìdas; dietro a questo atto si nasconde l'investitura poetica di Teocrito. M.Puelma ha messo in luce il tono fortemente omerizzante con cui viene introdotta la figura di Lykìdas. Il personaggio è infatti caricato di una misteriosa aura soprannaturale e risulta essere per metà divino e per metà pastore. Da un lato la sua epifania ricorda molto quella delle divinità olimpiche in Omero dall'altro viene descritto in maniera realistica nell'abbigliamento. Il Gow ha rintracciato in questo ritratto una somiglianza con l'investitura esiodea del prologo della Teogonia spiegando che l'aureola del "divino" posseduta da Lykìdas è funzionale all'investitura poetica stessa.
La fortuna di Teocrito fu immensa. Virgilio s'ispirò a lui nella stesura delle Bucoliche; egli infatti riprese da Teocrito soprattutto i contenuti e gli aspetti bucolici, stravolgendone però la forma e la presentazione. Ma troppo spesso gli imitatori caddero nell’artificiosità (come l'Arcadia settecentesca) creando un mondo di damerini travestiti da pastori.

### Edizioni critiche delle Opere
- Bucolici graeci, recensuit et emendavit Udalricus de Wilamowitz-Moellendorff, Oxonii, E Typographeo Clarendoniano, 1910.
- Bucoliques grecs. Tome I: Théocrite. Texte établi et traduit par P-E. Legrand, Paris, Les Belles Lettres, 19251.
- Theocritus, edited with translation and commentary, A. S. F. Gow, Cambridge, Cambridge University Press, 19522 (19501):
  - Vol. I: Introduction, Text, and Translation.
  - Vol. II: Commentary, Appendix, Indexes and Plates.
- Theocritus quique feruntur Bucolici Graeci, recensuit Carolus Gallavotti, Romae, Typis Publicae Officinae Polygraphicae, 19933, 19552, 19461.

### Edizioni critiche degli Scolî
- Scholia in Theocritum vetera, adiecta sunt scholia in technopaegnia scripta, recensuit Carolus Wendel, Lipsiae, In aedibus B. G. Teubner, 1914.

### Studi sulla tradizione manoscritta
- Theocritea, Carlo Gallavotti, Roma, Bardi Edizioni, 1991.
- Studies in the manuscript tradition of Theocritus, P. G. B. Hicks, University of Cambridge (Phd Thesis).Online

### Traduzioni e studi
- G. Serrao, Problemi di Poesia Alessandrina. I. Studi su Teocrito, Roma, Edizioni dell'Ateneo, 1971.
- Teocrito, Idilli, a cura di M. Cavalli, Milano, Oscar Mondadori, 1991.
- Teocrito, Idilli e Epigrammi, intr., trad. e note di B. M. Palumbo Stracca, Milano, BUR, 1993.
- A. W. Bulloch, La poesia ellenistica. Teocrito, in Letteratura Greca Cambridge, Milano, Mondadori, 2007, pp. 275–302.
- Teocrito, Idilli ed epigrammi, a cura di Massimo Rossi, testo greco a fronte, Milano, La Vita Felice, 2020.